# Bifidobacteriales
Ordre
Les Bifidobacteriales forment un ordre de bactéries Gram positives du phylum des Actinomycetota. Ce sont des bactéries commensales du tractus gastro-instestinal, du vagin et de la cavité orale.

## Description
Les Bifidobacteriales sont des bactéries gram positives, anaérobies, non mobiles et ne formant pas de spores.

## Habitat
Les bactéries de cet ordre sont connues pour être des bactéries dont les populations sont communément présentes dans le tractus gastro-intestinal, le vagin et aussi de la cavité orale. Dans le tractus gastro-intestinal, ces bactéries résident surtout dans le colon.

## Liste des familles
Selon LPSN (28 octobre 2023) :
- Bifidobacteriaceae Stackebrandt et al. 1997

## Taxonomie
Le nom correct complet (avec auteur) de ce taxon est Bifidobacteriales Stackebrandt et al. 1997.
Le genre type est : Bifidobacterium Orla-Jensen 1924.

### Étymologie
L'étymologie de cet ordre est la suivante : N.L. neut. n. Bifidobacterium, genre type de l'ordre; L. fem. pl. n. suff. -ales, suffixe pour définir un ordre; N.L. fem. pl. n. Bifidobacteriales, l'ordre des Bifidobacterium,. Le terme Bifido est construit sur le radical Fide, du latin findere (fendre, ouvrir) précédé du préfixe Bi (deux, double), les bactéries ayant deux ramifications.